# Ocmanice (rozhledna)
Ocmanická rozhledna se nachází u obce Ocmanice nedaleko Náměště nad Oslavou. Celková výška rozhledny je 15,25 metru,vyhlídková plošina se však nachází pouze ve výšce 6,2 m.
Zda je rozhledna otevřená či ne se odvíjí od počasí, jelikož v případě sněhu je zamykána. 
Je tvořena dřevěnou konstrukcí ve tvaru osmibokého jehlanu s ocelovým točitým schodištěm, která je ukotvena do ocelových patek. Vznikla v roce 2004 a stojí na kopci v nadmořské výšce 428 metrů nad mořem. V listopadu roku 2020 byla stavba poškozena sprejerem.
Z rozhledny je vidět zámek v Náměšti nad Oslavou, vesnice Ocmanice, okolní pole a krajina.

## Galerie

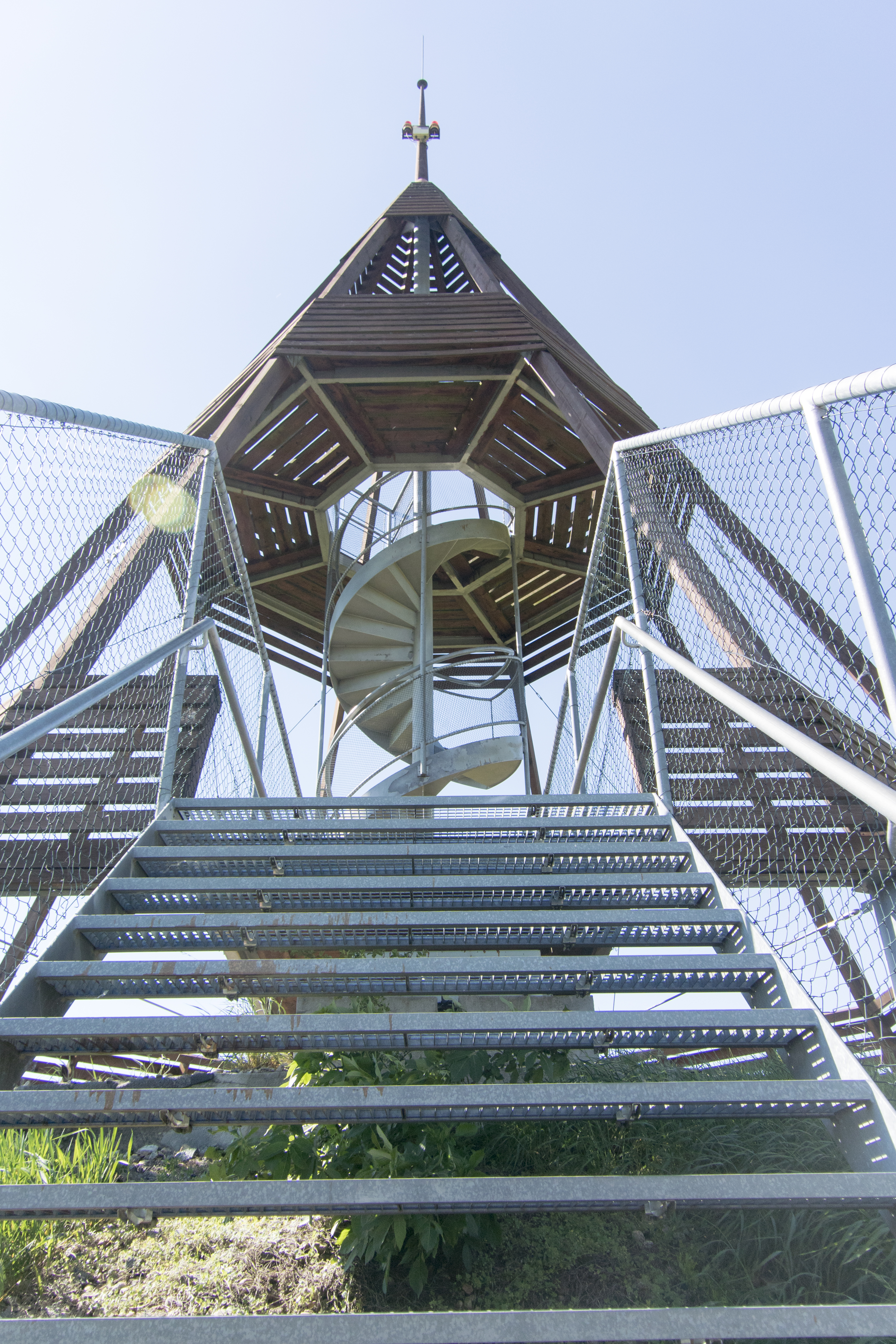
Konstrukce rozhledny
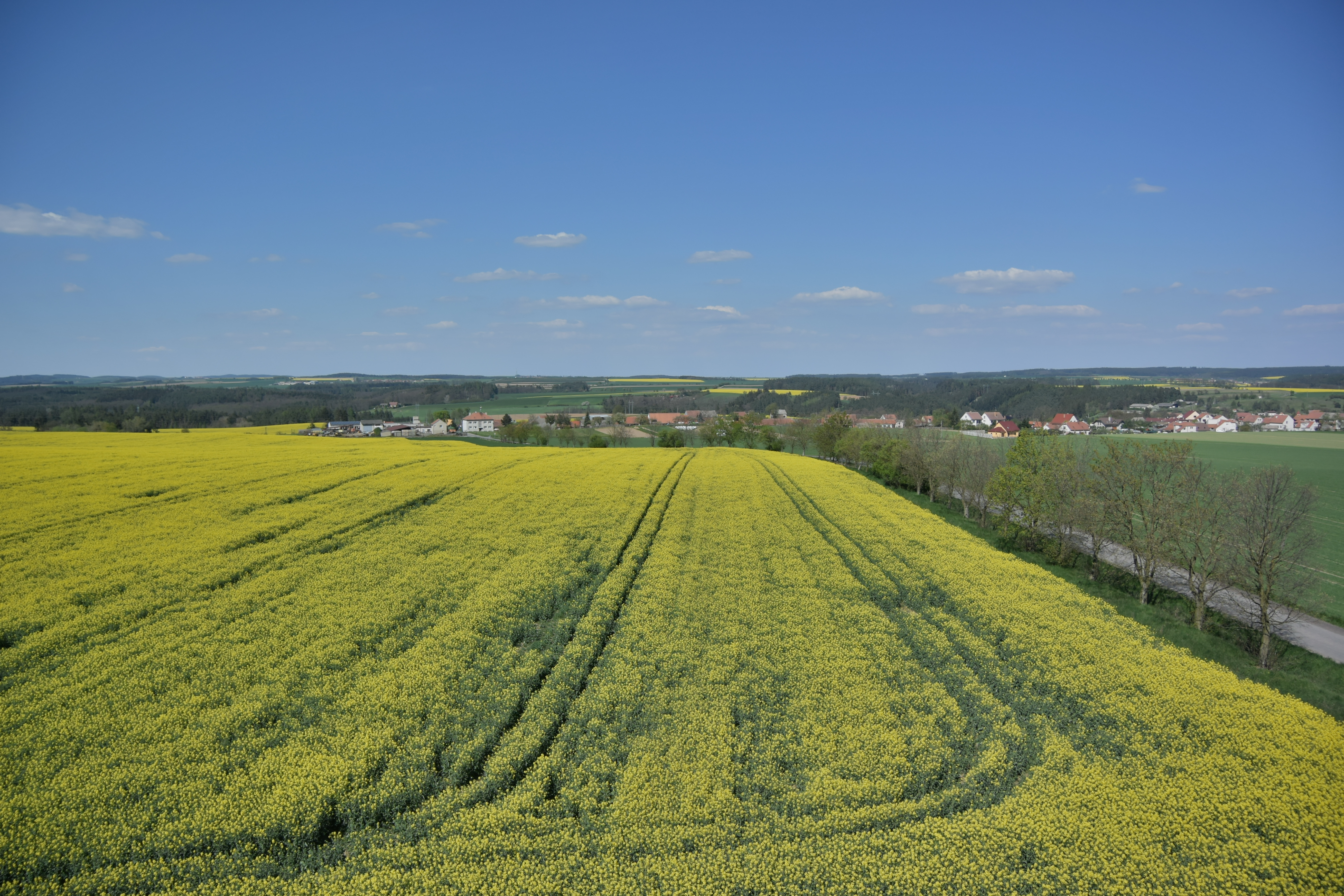
Výhled